# 17078 Sellers
A 17078 Sellers (ideiglenes jelöléssel 1999 HD3) a Naprendszer kisbolygóövében található aszteroida. John Broughton fedezte fel 1999. április 24-én.